# Deris Umanzor
Deris Ariel Umanzor Guevara (Santa Rosa de Lima, El Salvador; 7 de enero de 1980) es un futbolista salvadoreño retirado. Su posición natural dentro del terreno de juego fue como defensa y vistió los colores del Municipal Limeño y C.D. Águila de la Liga Pepsi de El Salvador y del Chicago Fire de la MLS. 

## Trayectoria
Deris comenzó su carrera profesional en la Categoría de Reserva del Municipal Limeño y finalmente ascendió al primer equipo en 1998, con el equipo de su ciudad natal disputó dos finales, las cuales perdió. Después de seis temporadas con el Municipal Limeño, Umanzor pasó al C.D. Águila en 2005.
El 8 de abril de 2010, fue fichado por el Chicago Fire de la MLS. Umanzor y Chicago Fire acordaron mutuamente rescindir su contrato el 9 de febrero de 2011, convirtiéndolo en agente libre, Umanzor y regresó al C.D. Águila luego de la Copa Oro de CONCACAF de 2011.
Umanzor finalizó su carrera como el segundo con más partidos en Primera División con 622 partidos, 429 partidos y 20 goles con C.D. Águila y 193 partidos y 26 goles con Municipal Limeño. Fue campeón nacional en los años 2006 y 2012 con el representativo de San Miguel.

## Selección nacional
Umanzor hizo su debut con El Salvador en un partido de clasificación para la Copa Mundial de la FIFA  contra San Vicente y las Granadinas y, hasta febrero de 2012, disputó un total de 44 partidos internacionales, anotando 2 goles.
Representó a su país en 9 partidos de clasificación para la Copa Mundial de la FIFA  y jugó en las Copas de Naciones UNCAF 2001 , 2005 y 2011, así como en las Copas Oro CONCACAF en los años 2002, 2009 y 2011.

## Estadísticas

### Clubes
| Club             | País           | Año         | Partidos | Goles |
| ---------------- | -------------- | ----------- | -------- | ----- |
| Municipal Limeño | El Salvador    | 1998 - 2004 | 193      | 26    |
| C.D. Águila      | El Salvador    | 2005 - 2010 | 260      | 10    |
| Chicago Fire     | Estados Unidos | 2011 - 2012 | 10       | 0     |
| C.D. Águila      | El Salvador    | 2012 - 2019 | 169      | 10    |

### Carrera como legionario
Actualizado al último partido jugado el 24 de octubre de 2010.
| Club                        | Div.                | Temporada           | Liga  | Liga  | Copas nacionales | Copas nacionales | Copas internacionales | Copas internacionales | Total | Total |
| Club                        | Div.                | Temporada           | Part. | Goles | Part.            | Goles            | Part.                 | Goles                 | Part. | Goles |
| --------------------------- | ------------------- | ------------------- | ----- | ----- | ---------------- | ---------------- | --------------------- | --------------------- | ----- | ----- |
| Chicago Fire Estados Unidos | 1.ª                 | 2010                | 10    | 0     | 1                | 0                | 3                     | 0                     | 14    | 0     |
| Chicago Fire Estados Unidos | Total               | Total               | 10    | 0     | 1                | 0                | 3                     | 0                     | 14    | 0     |
| Total en su carrera         | Total en su carrera | Total en su carrera | 10    | 0     | 1                | 0                | 3                     | 0                     | 14    | 0     |

## Palmarés

### Títulos nacionales
| Título        | Club        | País        | Año  |
| ------------- | ----------- | ----------- | ---- |
| Clausura 2006 | C.D. Águila | El Salvador | 2006 |
| Clausura 2012 | C.D. Águila | El Salvador | 2012 |